# Bombový útok v Burse (duben 2016)
K sebevražednému útoku v Burse došlo 27. dubna 2016 v 17:26 místního času nedaleko západního vchodu Velké mešity v Burse a tržiště.
Sebevražedná atentátnice byla zabita, 13 osob bylo lehce zraněno. K rozsáhlým škodám došlo na blízkých obchodech a kavárnách.

## Průběh útoku
K útoku došlo v okamžiku, kdy se začal rozcházet dav lidí shromážděných na pohřbu. Ti, kteří byli zraněni, byli zasaženi střepinami bomby a úlomky skla.
Sebevražednou atentátnicí byla 25letá žena. Ministr vmitra Efkan Ala zveřejnil, že se jednalo o v roce 1992 narozenou ženu jménem Eser Çali, jejíž rodina žije ve vesnici v provincii Iğdır při hranici s Arménií.
Místo teroristického útoku je vždy silně zalidněno a v okamžiku exploze se zde nacházely skupiny turistů. Spekuluje se, že atentátnice se odpálila dříve, než si přála.